# Дегдеканское месторождение
Дегдеканское месторождение — месторождение полиметаллических руд (золото, серебро), расположенное в России (Тенькинский район Магаданской области, в 193 км к северо-востоку от посёлка Усть-Омчуг и в 460 км к северо-западу от Магадана; в 70-80 км к северо-западу от месторождений Павлик и Наталка). Месторождение имеет удобный доступ к транспортной и энергетической инфраструктуре.
Месторождение было известно с 1940-х гг. как часть золотоносных россыпей ручья Дегдекан и его притоков. С 1946 по 1950 гг. велась добыча золота (прииск Гвардеец и рудник Дегдекан). Было добыто около 170 кг золота. Рядом находился посёлок Гвардеец (заброшенный во второй половине 1990-ых гг.). В дальнейшем эксплуатация месторождения была признана нерентабельной и прекратилась (на месторождении эпизодически велась геолоразведка и возобновлялась добыча). В 1998-2004 гг. был проведён новый комплекс поисковых работ (включая бурение колонковых скважин), в результате которых было выявлено крупнообъёмное золотоносное месторождение. 
С 2005 года дальнейшим геологическим изучением месторождения и испытаниями технологических свойств руды занималось ПАО «Полюс Золото». В 2018 г. ПАО «Полюс Золото» получило разрешение на разведку и добычу рудного золота на Дегдеканском месторождении. В 2024 г. лицензия на разработку месторождения, принадлежащая ПАО «Полюс Золото», была выкуплена АК «Алроса». Согласно существующим планам, разработка должна начаться в 2029 г., выход на проектную мощность — порядка 3,3 т. золота в год — в 2030 г. Планируемый период отработки месторождения — до 2046 г. Разработка планируется открытым карьерным способом. Площадь лицензионного участка — около 90,0 кв. км.
Располагается в северо-западной части Аян-Юряхского антиклинория и приурочено к ядру Тенькинской антиклинали, сложенной терригенными морскими глубоководными отложениями пионерской свиты ранне-среднепермского возраста. Месторождение представлено серией жильно-прожилковых и жильных зон кварцевого и кварцкарбонатного состава с вкрапленностью арсенопирита, сфалерита, пирита, халькопирита, галенита и самородного золота . Меньше распространены тетраэдрит, теннантит, буланжерит и шеелит. В рудах месторождения присутствуют минералы платиновой группы: осмирид, иридосмин, лаурит, ирарсен, рутениридосмин, рутеносмирид. 
Жильно-прожилковые и жильные зоны развиваются вдоль зон трещиноватости и сульфидизации в осадочных породах. Общая протяженность минерализованных зон, включая зоны прожилково-вкрапленной минерализации в карбонатных сланцах, достигает 1400 м. Жилы часто развиваются также вдоль контактов между пропилитизированными дайками кислого или среднего состава и интрудированными ими позднепермскими песчаниками и сланцами. Дайки ориентированы близширотно, согласно с простиранием вмещающего осадочного комплекса. 
Выделяются предрудные и послерудные дайки, но в большинстве они послерудные. Жилы вблизи даек микродиоритов и лампрофиров термально метаморфизованы. Основная рудная зона средней мощностью 300 м и протяженностью 1500 м прослежена до глубины 200 м. Вмещающий месторождение тектонический блок отличается максимальной интенсивностью складчатых и разрывных дислокаций. Вмещающие породы представлены монотонной, существенно глинистой толщей пермского возраста. 
В целом рудная зона месторождения является пологолежащей и пригодной для открытой разработки. Наиболее перспективный тип рудных тел включает зоны прожилково-вкрапленной минерализации. Золото характеризуется сравнительно низкой пробностью (720-800) и преобладанием тонких фракций (преобладающий размер золотин — менее 1 мм). Cреднее содержание золота в руде — 1,3 грамма на тонну. По результатам исследований руд Дегдеканского месторождения установлена возможность совместного извлечения золота и платиноидов (иридий, осмий и рутений) в концентраты по единой технологической схеме методами гравитационного обогащения с получением конечной продукции в виде сплава Доре, содержащего платиноиды.
По состоянию на 2021 г. Государственным балансом РФ учитываются достоверно установленные запасы рудного золота для отработки в количестве 99,558 т., серебра — 40,2 т. Прогнозные ресурсы месторождения оцениваются приблизительно в 200 т. золота.